# Vévoda z Brabantu

Erb Brabantského vévodství

Vévoda z Brabantu (nizozemsky: hertog van Brabant, francouzsky: duc de Brabant) byl od roku 1183/1184 vládcem Brabantského vévodství. Titul vytvořil císař Svaté říše římské Fridrich I. Barbarossa ve prospěch Jindřicha I. z rodu Reginarů, syna Geoffroye III. Lovaňského (který byl v té době dolnolotrinským vévodou). Brabantské vévodství bylo feudálním vyvýšením stávajícího titulu brabantského lankrabě (od 1085/1086). Jednalo se o císařské léno, které bylo přiděleno hraběti Jindřichovi III. Lovaňskému krátce po smrti předchozího brabantského hraběte Hermana II. Lotrinského (* 20. září 1085). Ačkoli odpovídající hrabství bylo poměrně malé (omezené na území mezi řekami Senne a Dender), jeho název byl od 13. století aplikován na celou zemi pod kontrolou vévodů. V roce 1190, po smrti Geoffroye III., se Jindřich I. stal také lotrinským vévodou. Tento titul byl nyní prakticky bez územní pravomoci, ale byl nesen pozdějšími brabantskými vévody jako čestný titul.
V roce 1288 se vévodové z Brabantu stali také vévody z Limburgu. Titul v roce 1430 připadl burgundským vévodům. Později až do Velké francouzské revoluce titul dědili Burgunďané, ačkoli severní část území Brabantu ve skutečnosti řídily v průběhu 17. a 18. století Spojené provincie nizozemské.
Titul vévody nebo vévodkyně z Brabantu dnes označuje, od vydání královského dekretu ze dne 16. prosince 1840 (pozměněného v roce 1991), dědice belgického trůnu. Současným držitelem je princezna Elisabeth.

## Reginarové (Lovaňové)

Erb Burgundských vévodů z Brabantu

Lovaňská hrabata, bruselská hrabata a brabantská lankrabata:

Erb hrabat z Lovaně

Erb vévodů z Brabantu a Limburku

- Jindřich III. (1085/1086–1095); od roku 1078 již lovaňský a bruselský hrabě
- Geoffroy I. (od roku 1095)

Lovaňská hrabata, bruselská hrabata, brabantská lankrabata, antverpská markrabata a dolnolotrinští vévodové:
- Geoffroy I. (1106–1139) byl jmenován vévodou v roce 1106
- Geoffroy II. (1139–1142)
- Geoffroy III. (1142–1190)

Brabantští vévodové a lotrinští vévodové:
- Jindřich I. (1190–1235)
- Jindřich II. (1235–1248)
- Jindřich III. (1248–1261)
- Jindřich IV. (1261–1267)

Brabantští vévodové, lotrinští vévodové a limburští vévodové:
- Jan I. (1267–1294)
- Jan II. (1294–1312)
- Jan III. (1312–1355)
- Johana (1355–1406)
- Filip II. Dobrý (1430–1467)
- Karel I. Smělý (1467–1477)
- Marie (1477–1482)

## Burgundští
Brabantští vévodové, lotrinští vévodové a limburští vévodové:
- Antonín Brabantský (1406–1415) (titul zdědil po své tetě Johaně)
- Jan IV. Brabantský (1415–1427)
- Filip I. ze Saint-Pol (1427–1430)
- Filip II. Dobrý (1430–1467)
- Karel I. Smělý (1467–1477)
- Marie (1477–1482)

## Habsburkové
- Maxmilián (regent, 1482–1494)
- Filip III. (1494–1506)
- Karel II. (1506–1555)
- Filip IV. (1555–1598)

uzurpace vévodou Františkem z Anjou (Valois) (1582–1584)
- Isabela Klára Evženie a Albrecht (1598–1621)
- Filip V. (1621–1665)
- Karel III. (1665–1700)

## Bourboni
- Filip VI. (1700–1706)

## HabsburkovéaHabsbursko-Lotrinští
- Karel IV. (1706–1740)
- Marie Terezie (1740–1780)
- Josef (1780–1789)
- Leopold (1790–1792)
- František I. (1792–1794)

## Dynastický kontext

### Belgičané(do roku 1920Sasko-Kobursko-Gothajští)
V současném Belgickém království byl titul „brabantský vévoda“ obnoven jako dynastický titul u dvora a je tradičně přidělován nejstaršímu synovi nebo dceři panovníka (přestože provincie Severní Brabantsko, která byla součástí historického vévodství, je nyní součástí Nizozemska a je tomu tak od roku 1648).
Nejstarší syn nebo dcera se automaticky stane brabantským vévodou/vévodkyní, když se jeho/její otec stane králem Belgičanů; neexistuje žádná ceremonie ani formální přísaha, kterou musí nový vévoda/vévodkyně složit. Když brabantskému vévodovi zemře otec nebo pokud abdikuje, jeho titul přejde na dalšího v linii následnictví a stane se novým králem Belgičanů. Na rozdíl od úřadu krále Belgičanů nemusí nejstarší dítě panovníka dosáhnout věku 18 let, aby se stalo brabantským vévodou. Pokud však brabantský vévoda nebo vévodkyně nedosáhl věku 18 let, nemůže, jak stanovuje ústava, nastoupit na belgický trůn. Když se princ nebo princezna stane brabantským vévodou, má tento titul přednost před ostatními tituly: princ nebo princezna belgická.
Poslední brabantský vévoda se stal králem v roce 2013 a přenesl titul na své nejstarší dítě. Současné vévodkyni Elisabeth bylo pouhých 12 let, když se stala vévodkyní v roce 2013. Vévodové a vévodkyně z rodu Belgičanů (do roku 1920 Sasko-Kobursko-Gothajští) jsou následující:
- Leopold II. (1840–1865)
- Leopold, syn Leopolda II. (1865–1869) – jediný princ, který zemřel jako brabantský vévoda.
- Leopold III. (1909–1934)
- Baudouin (1934–1951)
- Filip (1993–2013)
- Elisabeth (2013 – dosud)

#### Legislativa
Článek 1, alinea 2, královského výnosu ze dne 16. prosince 1840 říká od novely v roce 2001: „Titul brabantského vévody nebo brabantské vévodkyně bude v budoucnu nosit princ nebo princezna, starší syn nebo dcera krále, a pokud chybí, princ nebo princezna, starší syn nebo dcera staršího syna nebo dcery krále“.